# Software educativo
Software educativo é um software cujo principal objetivo é o ensino ou o auto aprendizado. O seu objetivo principal é contribuir para que o aprendiz obtenha novos conhecimentos, fazendo uso do software, tendo prazer em lidar com ele.
O computador, por sua vez, representa uma ferramenta essencial para o professor inovar em sua abordagem pedagógica. A integração entre comunicação e computação está resultando em novas práticas educativas, levando os professores a reavaliar seus métodos. O computador é usado tanto para computação (onde o aluno aprende conceitos computacionais e programas operacionais) quanto para compreender outras disciplinas. Sendo assim, o computador pode ser uma ferramenta que deve propiciar as condições para os estudantes exercitarem a capacidade de procurar e selecionar informação, resolver problemas e aprender independentemente. 
As tecnologias têm progredido rapidamente e desempenham um papel crucial como agente transformador na maneira de acessar e organizar o vasto campo da informação. Isso apresenta novos desafios pedagógicos na missão de auxiliar os alunos na assimilação de novos conhecimentos. O ato de ensinar é fundamentalmente um processo que incorpora recursos físicos e materiais, utilizados pelo professor na mediação do conhecimento. 
Ao abordarmos procedimentos e recursos no âmbito educacional para a construção do conhecimento teórico-prático, é importante destacar as oportunidades oferecidas pela informática educativa, que faz parte das novas tecnologias interativas. Essa ferramenta funciona como um complemento de apoio ao professor, desempenhando um papel significativo como meio didático.
No Brasil, a cultura da informática educativa teve início na década de 70 com debates sobre o uso do computador no ensino da Física. A concepção de uma "sociedade do conhecimento" foi sustentada pelas transformações tecnológicas. O aumento constante da popularidade do computador pessoal tem ampliado o uso dessa ferramenta em diversas áreas do conhecimento, tornando-a um instrumento viável na expansão do processo de aprendizagem.

## Exemplos de softwares educativos:
- Plickers: Plickers é um aplicativo que permite aos educadores avaliar rapidamente o aprendizado dos alunos durante as aulas. O aplicativo usa cartões impressos com códigos que os alunos mostram para responder às questões projetadas pelo educador. O aplicativo lê os códigos com a câmera do celular e registra as respostas dos alunos. Assim, o educador pode acompanhar o desempenho da turma e planejar as próximas aulas de acordo com as necessidades dos estudantes. [2]
- G Suite for Education: O G Suite for Education é um serviço gratuito do Google que permite aos professores e alunos trabalharem de forma colaborativa e moderna na nuvem. A plataforma integra várias ferramentas do Google, como Google Classroom, Gmail, Google Docs, Google Drive, Google Agenda, websites, Hangouts e Google Vault. O G Suite for Education é usado por escolas, universidades e cooperativas de educação domiciliar, tanto no Ensino Fundamental quanto no Ensino Médio. Ele pode ser acessado pela web e por dispositivos móveis. Para se inscrever, é preciso ter uma conta ativa no Google. O Google também oferece um treinamento gratuito para os professores que querem aprender a usar o G Suite for Education com eficiência. A implementação da plataforma demora cerca de seis semanas.[2]
- Simplifica: O Simplifica é uma ferramenta que facilita o trabalho dos professores do Ensino Médio e melhora a qualidade do ensino. Com o Simplifica, os professores podem elaborar e aplicar provas, simulados, exercícios e atividades de forma rápida e prática. Eles também podem organizar e acompanhar as turmas, os alunos e os resultados. O Simplifica conta com uma coleção de mais de 10 mil questões de múltipla escolha, que podem ser usadas para montar provas e simulados. A ferramenta é grátis para professores e alunos do Ensino Médio e pode ser usada na web e em dispositivos móveis.[2]